# ISO 3166-2:SN

Regionen in Senegal

Die Liste der ISO-3166-2-Codes für  Senegal enthält die Codes für die 14 Regionen (régions).

Die Codes bestehen aus zwei Teilen, die durch einen Bindestrich voneinander getrennt sind. Der erste Teil gibt den Landescode gemäß ISO 3166-1 (für  Senegal SN), der zweite den Code für die Region wieder.
Die aktuellen Codes stehen auf der Seite der ISO unter #iso:code:3166:SN zur Verfügung.

| Region      | Code  |
| ----------- | ----- |
| Diourbel    | SN-DB |
| Dakar       | SN-DK |
| Fatick      | SN-FK |
| Kaffrine    | SN-KA |
| Kaolack     | SN-KL |
| Kédougou    | SN-KE |
| Kolda       | SN-KD |
| Louga       | SN-LG |
| Matam       | SN-MT |
| Saint-Louis | SN-SL |
| Sédhiou     | SN-SE |
| Tambacounda | SN-TC |
| Thiès       | SN-TH |
| Ziguinchor  | SN-ZG |